# Ószeminárium
Az Ószeminárium, Nagyszeminárium vagy Szent Adalbert Központ az esztergomi bazilika szomszédságában a Várhegy tövében áll, a Szent István tér északi oldalán. Az épületben eredetileg papnevelő intézet működött, ami 1865. október 8-án nyitotta meg kapuit.

## Leírása
Az ószeminárium több mint 80 méter hosszú, az északi és déli homlokzata közti szintkülönbség 10 méter, amit egy kétszintes alépítmény egyenlít ki. Érdekessége, hogy a déli – bazilikára néző – homlokzata klasszicista, míg északi homlokzata romantikus stílusban épült.
A déli homlokzaton, – a főbejárat felett olvasható – felirat: Pietati et Scientiis (Lelkiségnek és tudománynak). A bejárat két oldalán, fülkékben Szelepcsényi György és Oláh Miklós érsekek szobrai állnak. Teljes alapterülete két hektár, hasznos területe 12 000 négyzetméter. Ez volt a Dunántúl legnagyobb középülete. Átlagos belmagassága 4,5 méter. A második emeletet közvetlenül meg lehet közelíteni a Várhegyről is az öntöttvasból készült, úgynevezett Sóhajok hídján. Nevét onnan kapta, hogy hajdani szigorúságáról híres intézmény leendő papjai belépés előtt még egy nagyot sóhajtottak. Így aztán az esztergomiak a hidat – valószínűleg a velencei minta alapján – elnevezték Sóhajok hídjának.

## Története

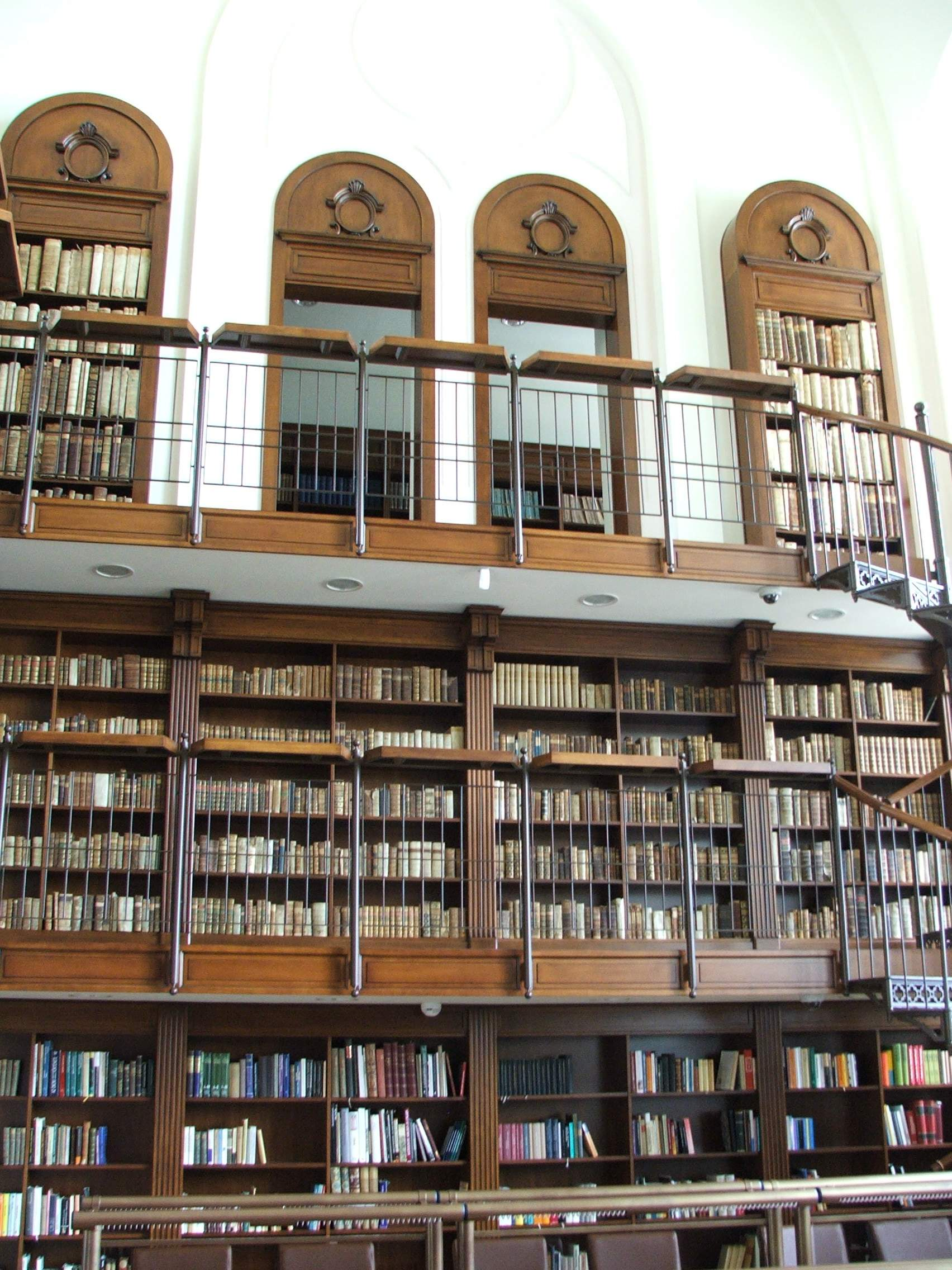
A könyvtár olvasóterme

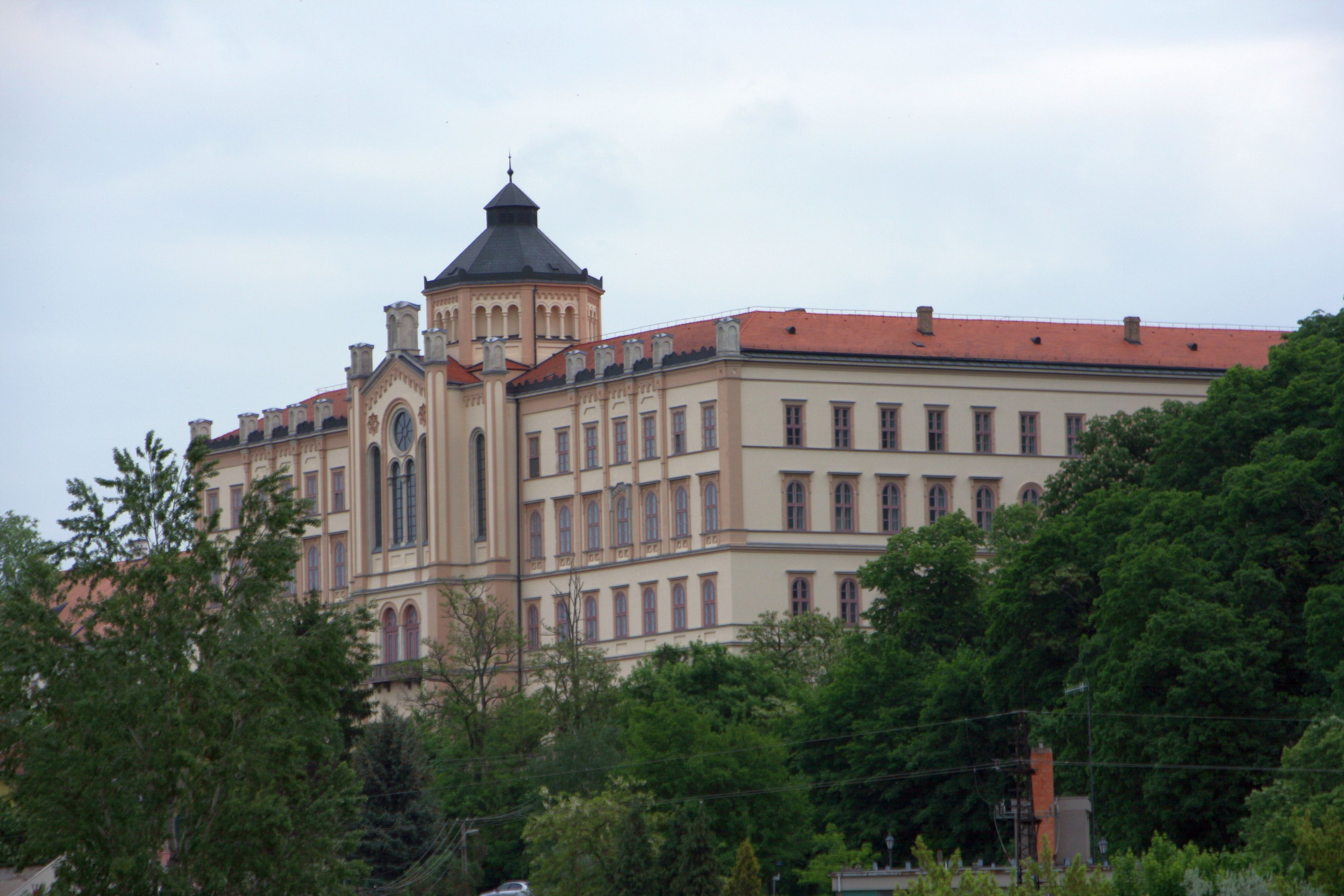
Az északi homlokzat

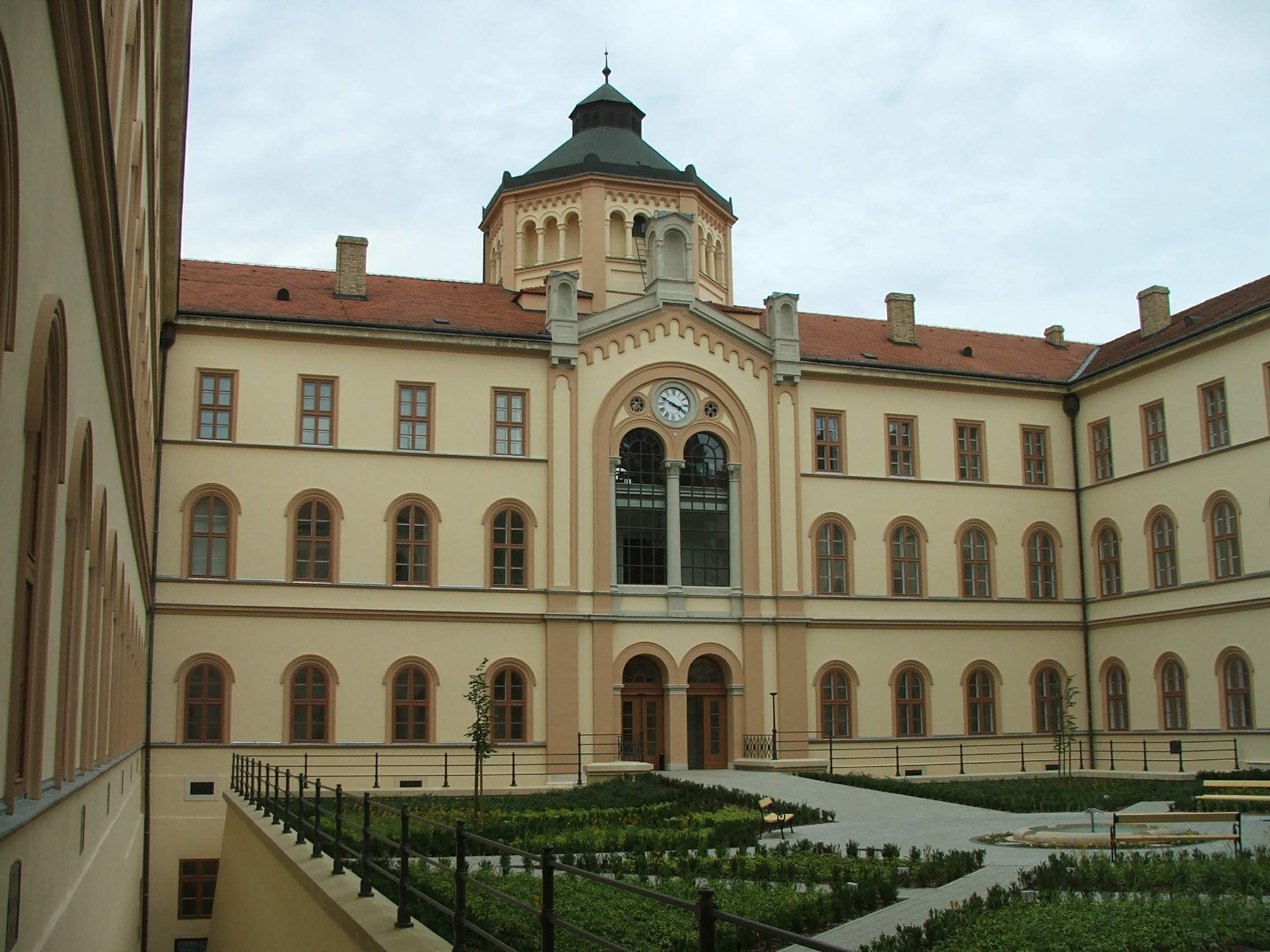
Belső udvar

A török hódítás elől 1530-ban Nagyszombatba menekült az esztergomi érsekség. Ott alapította Oláh Miklós esztergomi érsek az első magyar szemináriumot 1566. május 19-én. Az alapító okirat az Ószeminárium folyosóján, egy vitrinben van kiállítva olyan oklevelekkel, és iratokkal együtt, amelyek többek között, Pázmány Péter, vagy Mátyás király kézjegyével vannak ellátva.
Az érsekség visszaköltözése után az új épület volt hivatott befogadni a nagyszombati szemináriumot, ami 1850-től már egy Vízivárosi kolostorban működött, Esztergomban. Az építkezés 1820-ban indult meg. Első építője Packh János, építtetője pedig Rudnay Sándor hercegprímás volt, aki az egész Várhegynek új funkciót képzelt el a Bazilikával, az azt körbevevő épületegyüttessel és a Sötétkapuval. a munkákat helyi építőmesterek végezték. Ezekben az években a kanonoksor épületei elkészültek, de a szeminárium csak az alapokig, a föld szintjéig épült fel. Az építkezés negyven éven át szünetelt, és csak 1861-ben folytatódott Hild József vezetésével, és valószínűleg Prokopp János érseki uradalmi mérnök közreműködésével. A több éves szünet okát nem tudni, de valószínű, hogy minden erőt a főszékesegyház építésére akartak fordítani. Végül 1865. október 8-án nyitották meg a Szent István Királyról és a Boldogságos Szűzről Nevezett Érseki Ősrégi Papnevelő Intézetet. Becslések szerint 1861 és 1865 között az építkezés 300 000 forintba került. 1861-ben Hild még 250 000-re becsülte azt.
Az épületbe költözött papneveldében a főegyházmegye növendékein kívül Nagyváradról, Munkácsról, Eperjesről, Nyitráról és Boszniából is tanultak. Számuk elérte a kétszázat. A második világháború alatt katonai menedéknek használták.
Államosítása után, 1953-tól katonai nevelőintézet működött az épületben, majd 1955-től a szovjet Munkás-paraszt Vörös Hadsereg vette át, és katonai kórházat rendezett be benne. Az 1956-os forradalom esztergomi eseményeinek fő helyszíne volt. (Lásd az Esztergom története szócikket.) Az épületet egészen 1990. január 18-ig használta a hadsereg, aminek következtében állaga jelentősen leromlott.
A római katolikus egyház 1993-ban kapta vissza, de a felújítások megkezdésére még tíz évet kellett várni. Az épület mellé, Szentgyörgymező irányában egy száz fő elszállásolására alkalmas vendégházat építettek. 2002 és 2009 között a Mindszenty-emlékhely működött az emeleten, amely később a bazilikába költözött át. A felújításra közel 3 milliárd forintot fordított az Esztergom-Budapesti főegyházmegye, ebből 755 millió forintot az Esztergomi Hittudományi Főiskola vezette felsőoktatási konzorcium (tagjai: PPKE, VJRKTF) által megvalósított HEFOP 4.1.2 felsőoktatási infrastruktúra-fejlesztési projekt tett ki.
A teljes felújítás 2006 nyarára, a Bazilika felszentelésének 150. évfordulójára készült el. A szemináriumot Erdő Péter újra felszentelte, aki a ceremóniát megelőző szentmisén Scitovszky János prímás miseruháját és Oláh Miklós pásztorbotját viselte, amit máskor a Keresztény Múzeumban őriznek. A jubileumi ünnepségre Sólyom László köztársasági elnököt, és több politikust is meghívtak. A nagyszeminárium épületének hivatalos neve Szent Adalbert Képzési, Lelkiségi és Konferencia Központ lett.
A felújítások után kutatási központ, az Esztergomi Hittudományi Főiskola, egy konferenciaközpont, az Érseki Levéltár, a Érseki Könyvtár, a Keresztény Múzeum, a Vitéz János Római Katolikus Tanítóképző Főiskola (a mai Pázmány Péter Katolikus Egyetem Vitéz János Kar) valamint a PPKE BTK Nyugati Szláv Kulturális Kutatócsoportja kaptak helyet a hatalmas épületben.

## Galéria

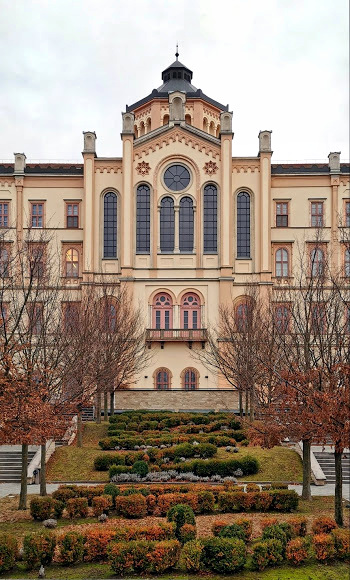
Északi homlokzat
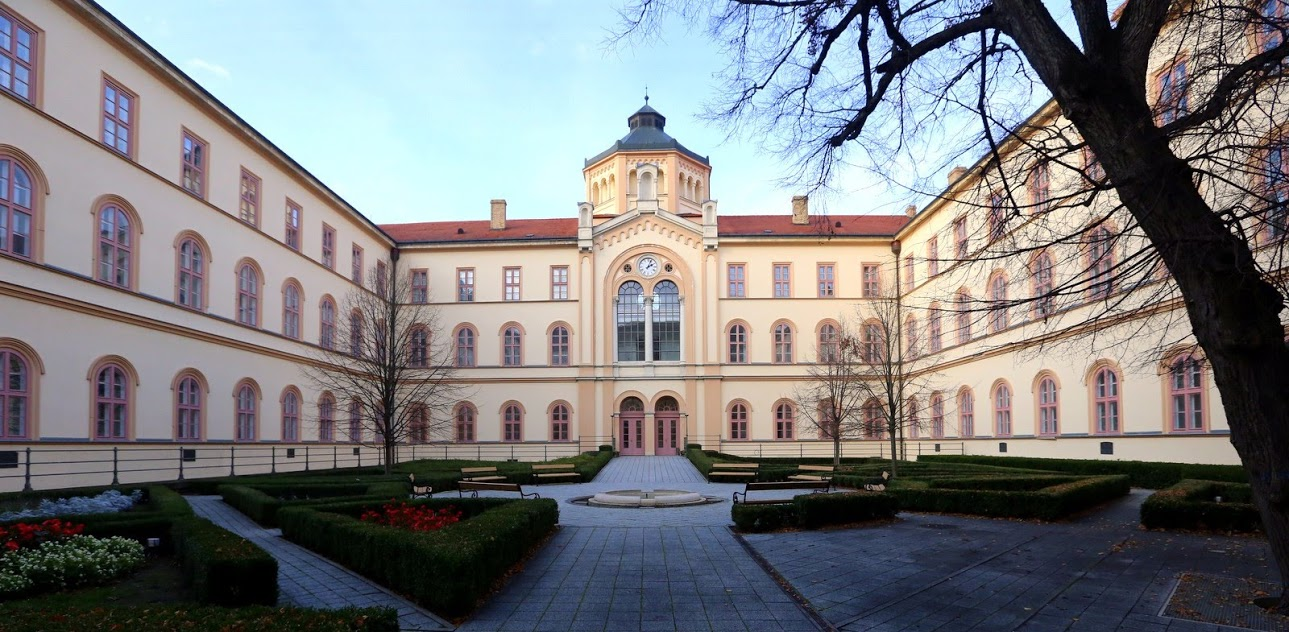
Belső udvar
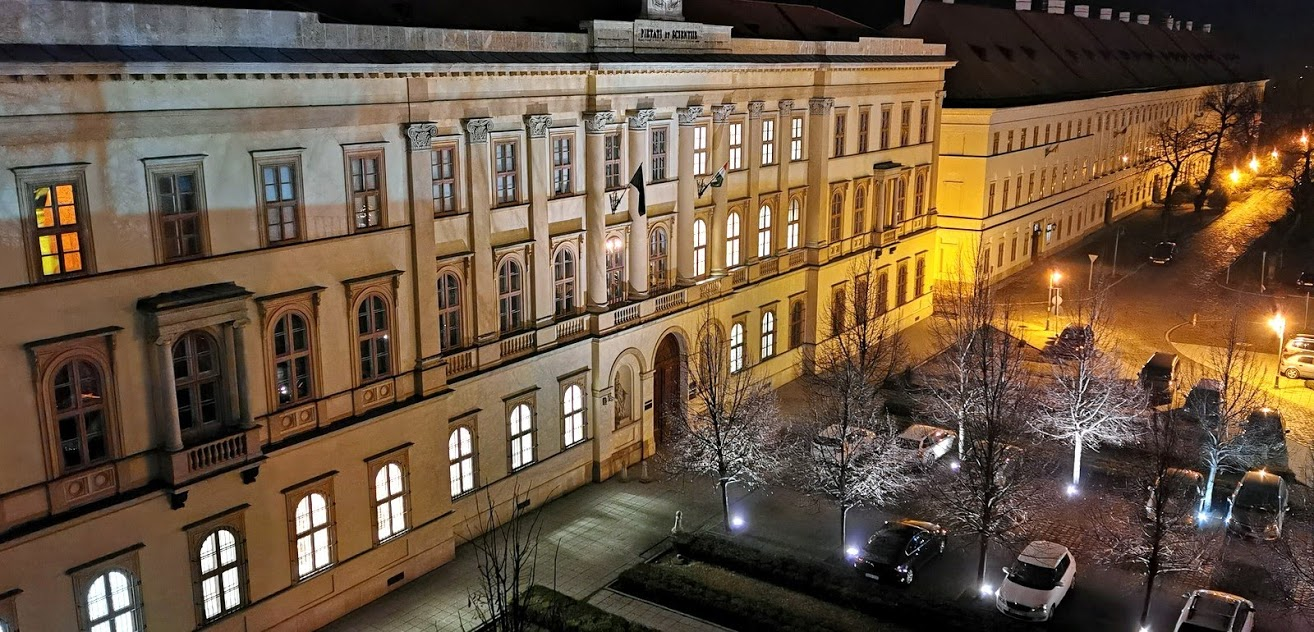
Déli homlokzat
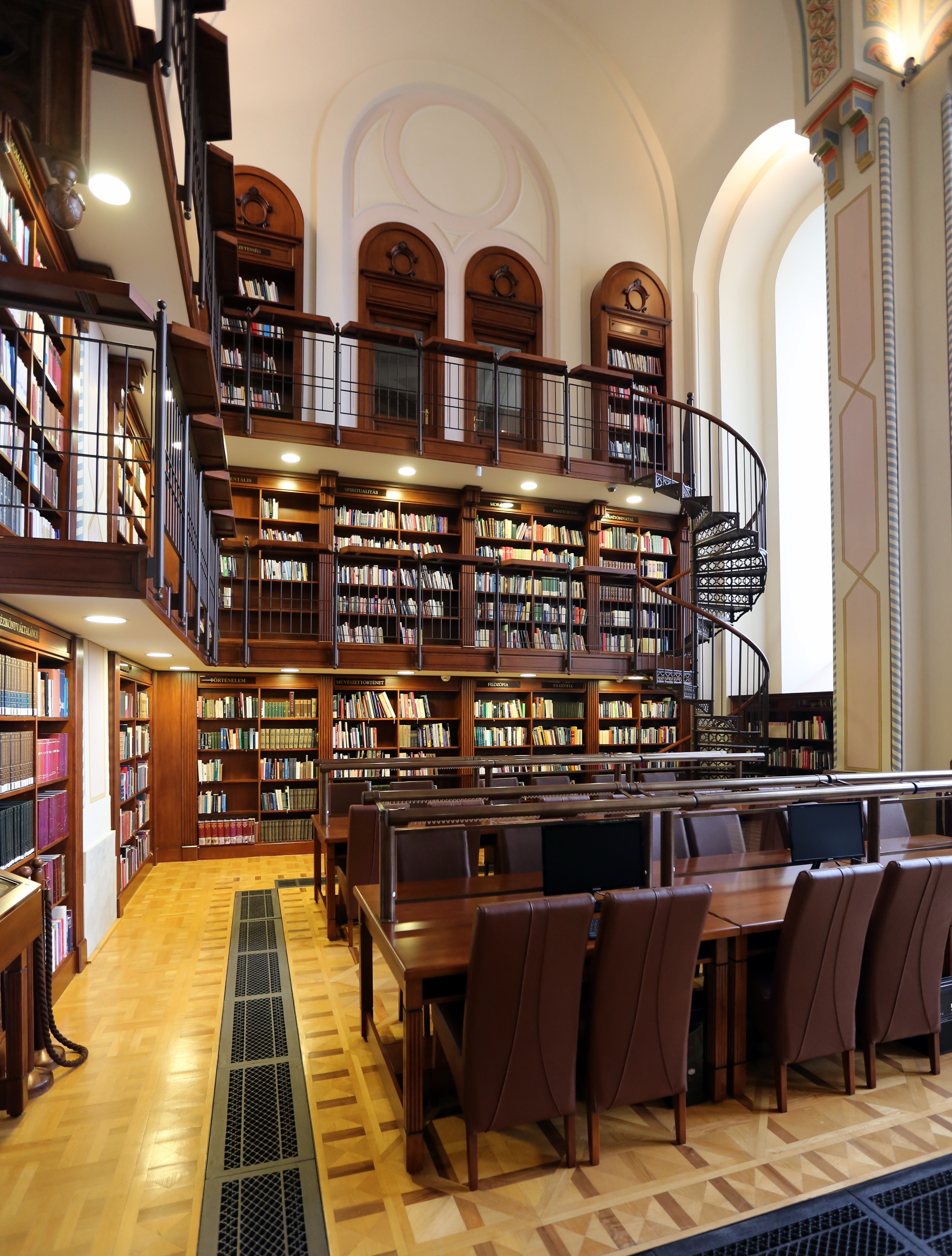
Könyvtár
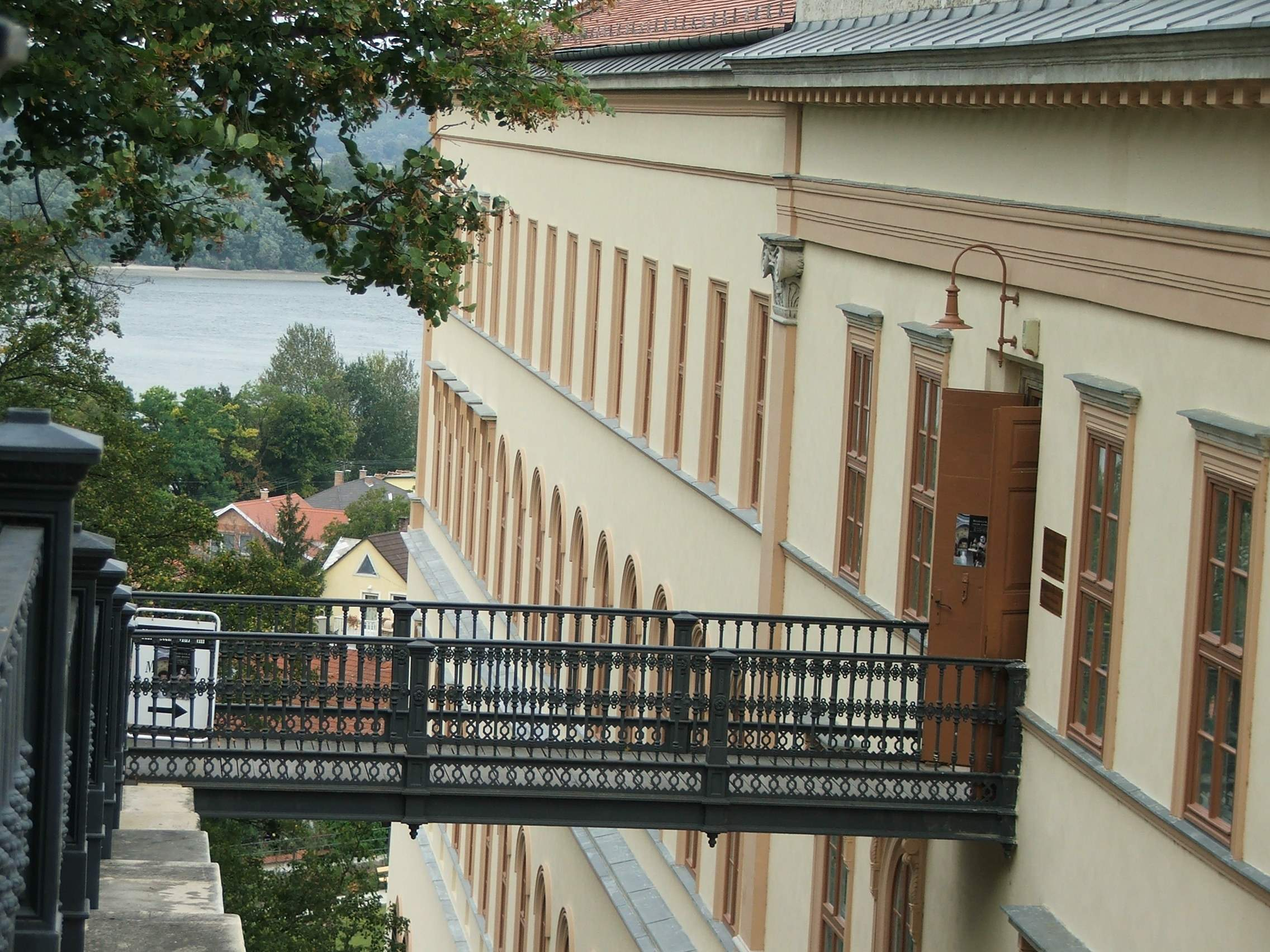
A Mindszenty-emlékhely korábbi bejárata, a Sóhajok hídja
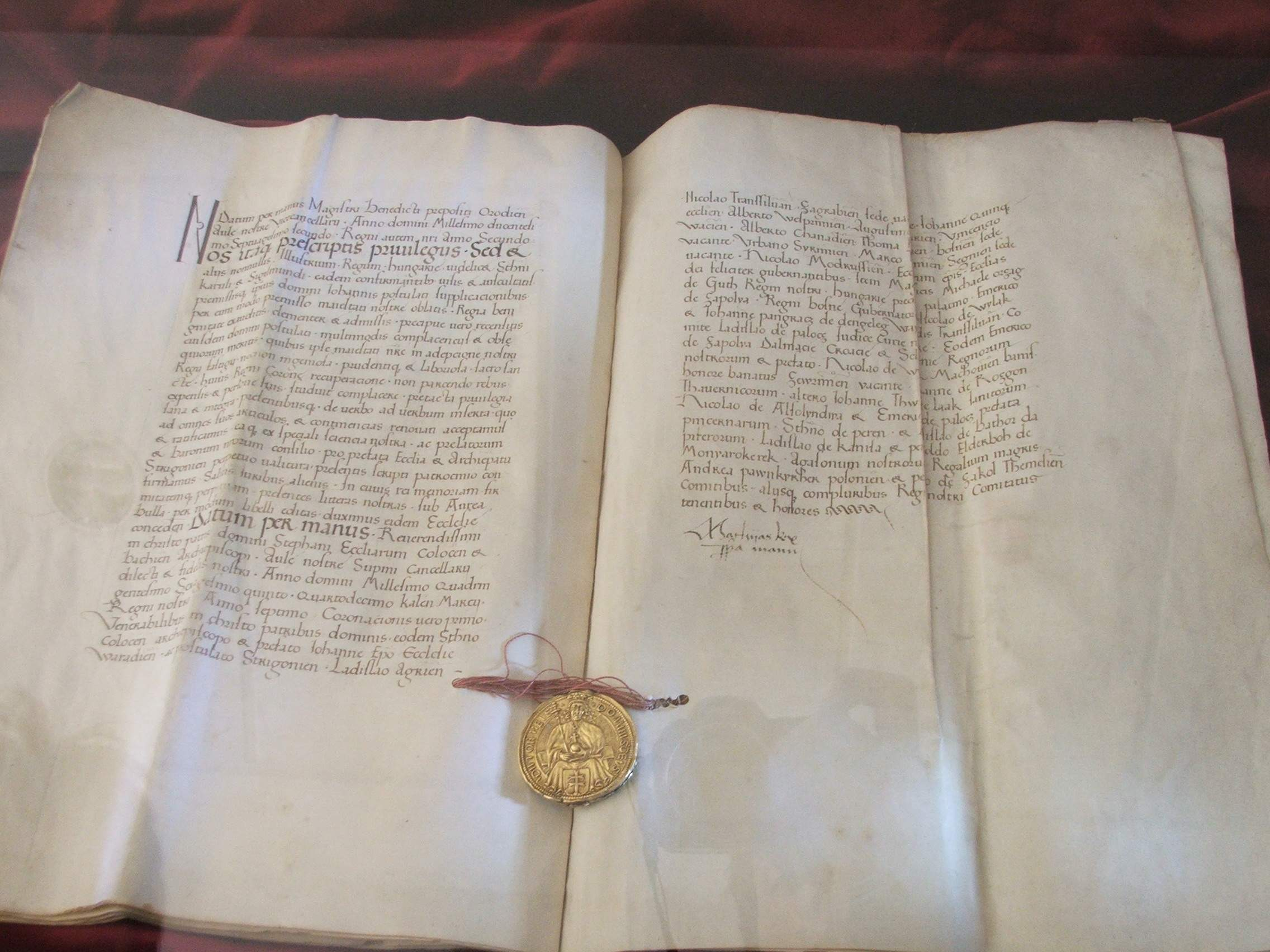
Egy oklevél Mátyás király aláírásával és pecsétjével egy folyosói vitrinben
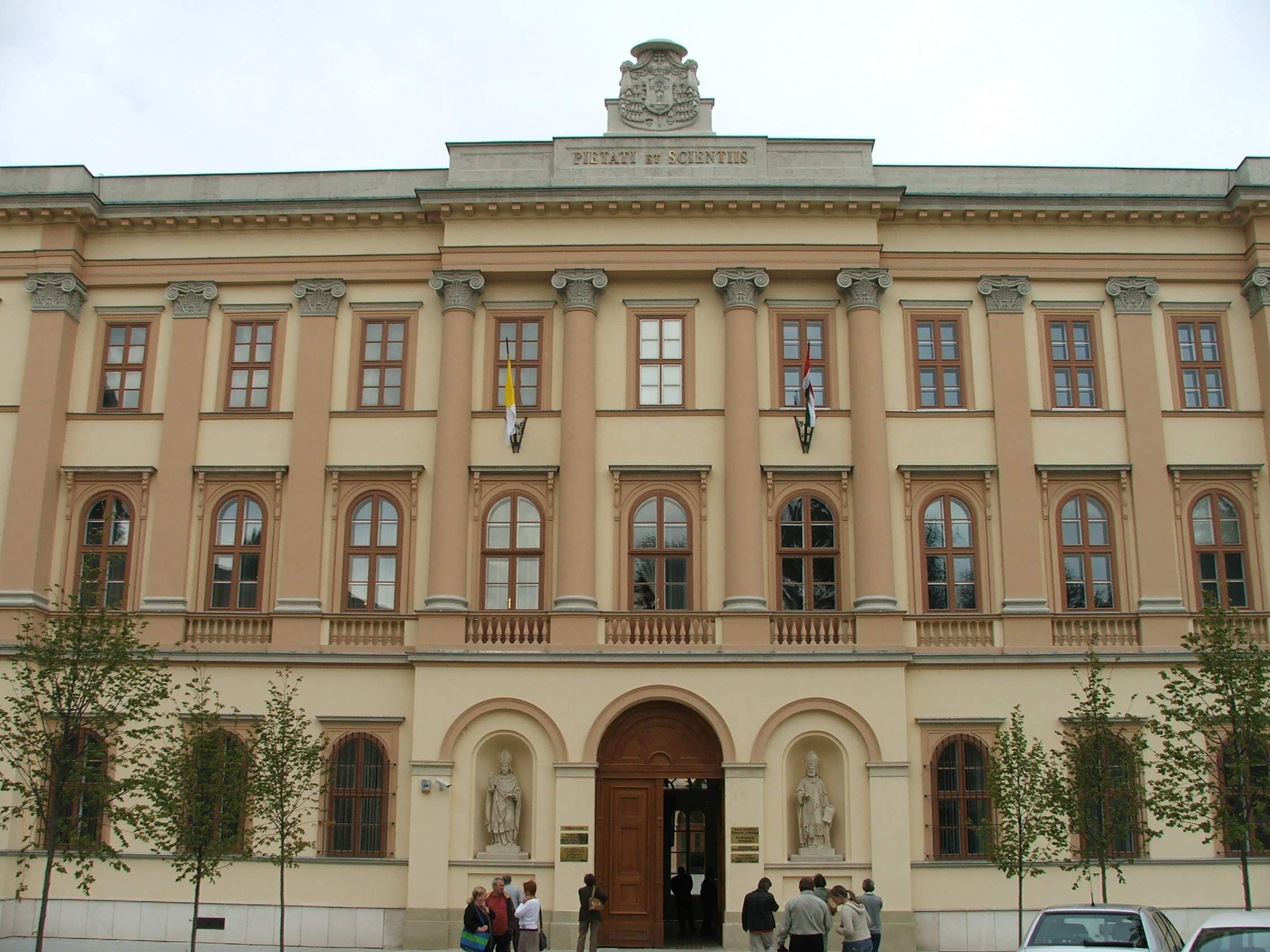
A déli homlokzat a felújítás után
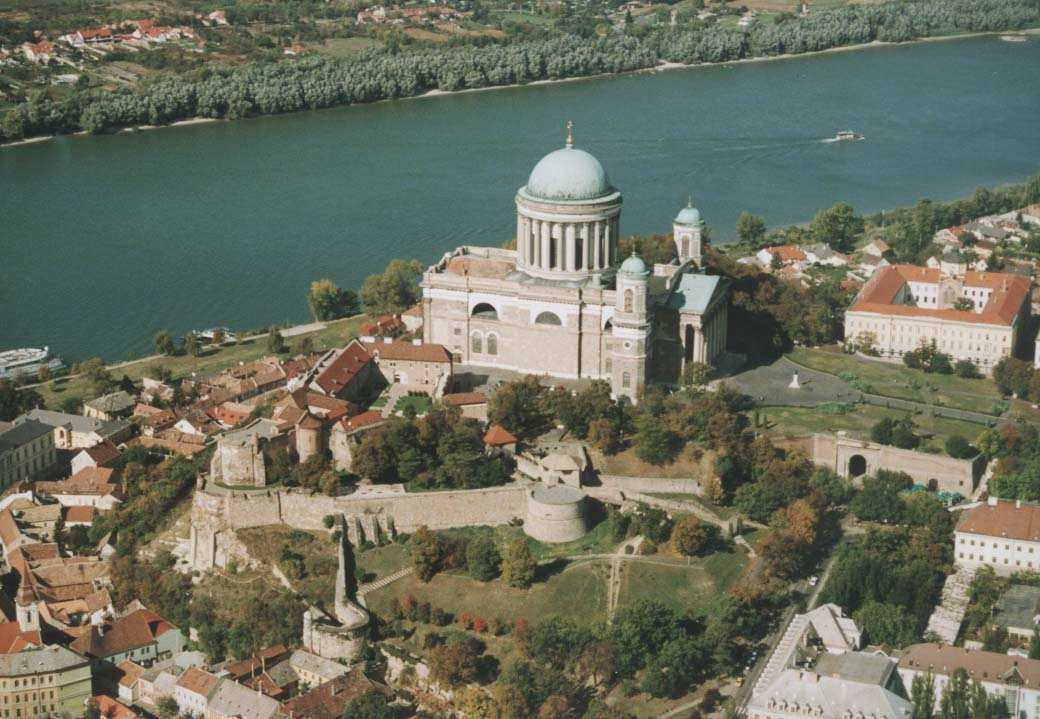
A bazilika légi fotója, háttérben a Szemináriummal